# Десантные транспорты-доки типа «Трентон»
Десантные транспорты-доки типа «Трентон» — серия из 2 американских десантных транспортов-доков. Строительство началось в 1966 году, головной корабль вступил в строй в 1971 году.
В некоторых источниках корабли этого типа считаются подтипом десантных кораблей типа «Остин».

## Десантовместимость
- 1 катер на воздушной подушке LCAC
- или 1 десантный катер LCU
- или 4 десантных катера LCM-8
- или 9 десантных катеров LCM-6
- или 24 десантно-гусеничных машины AAV

## Состав серии
| Название | Номер  | Верфь    | Заложен    | Спущен     | В строю    | Списан                       | Регистр |
| -------- | ------ | -------- | ---------- | ---------- | ---------- | ---------------------------- | ------- |
| Trenton  | LPD-14 | Lockheed | 08.08.1966 | 03.08.1968 | 06.03.1971 | 17.01.2007 передан ВМС Индии | LPD-14  |
| Ponce    | LPD-15 | Lockheed | 31.10.1966 | 20.05.1970 | 10.07.1971 | 14.10.2017                   | LPD-15  |